# Kneszet
A Kneszet (héberül: הַכְּנֶסֶת [ha ˈkneset]; szó szerint "összegyűlés", vagy "összehívás") Izrael Állam egykamarás törvényhozó testülete és képviselőháza (parlament). Székhelye a jeruzsálemi kormánynegyed Kneszet-épülete.

## Feladatai, működése
Izrael parlamentáris demokrácia, a képviselőket az ország polgárai választás útján juttatják a Kneszetbe. A szavazójogú állampolgárok a különböző pártok listájára szavazhatnak. A Kneszetet, mint az izraeli törvényhozó testületet, általában négy évre választják. A Kneszet választja meg a képviselőház állandó elnökét (házelnök: angolul, chairman) és az államelnököt (angolul: president) akit hat évre választanak, és nem tartozik a törvényhozó testülethez. A kormányalakításra az a képviselő kaphat jogot, akit a legtöbb párt miniszterelnöknek javasol. A kormányalakításra való felkérésre az államelnök adja a felhatalmazást, és a Kneszet hagyja jóvá. Ezenkívül a Kneszet megválasztja az úgynevezett államellenőrt (angolul: State Comptroller, héberül: מבקר המדינה). Az államellenőr Izraelben az állami ellenőrzések központi intézményének feje. Az államellenőr az állami pénzeszközök felügyeletének és az elszámoltathatóság biztosítása érdekében külső ellenőrzést végez az államigazgatási szervek és a különböző állami szervek tevékenységeinek köréről, szerepét és hatáskörét az "államellenőr alaptörvény" határozza meg. A Kneszet olyan hatáskörrel is rendelkezik, hogy felfüggessze tagjainak mentelmi jogát, eltávolítsa az házelnököt vagy az államellenőrt is hivatalából, konstruktív bizalmatlansági szavazással feloszlassa a kormányt, feloszlassa saját magát és új választásokat írjon ki. Mindazonáltal az új választások befejezéséig a Kneszet megtartja hatáskörét. A Kneszet a nyugat-jeruzsálemi Givat Ram területén található. Az utolsó Kneszetet 2020. március 2-án választották meg.
A „Kneszet” kifejezés az ősi Kneszet HaGdola-ból ( héberül: כְּנֶסֶת הַגְּדוֹלָה   ) vagy „Nagygyűlésből” származik, amely a zsidó hagyomány szerint 120 írástudó, bölcs és próféta gyűlése volt, a bibliai próféták időszakának végétől a rabbinikus zsidóság kialakulásának idejéig – körülbelül két évszázadig, i. e. 200 körülig.  Nincs azonban szervezeti folytonosság, és a tagok számán kívül kevés a hasonlóság, mivel az ősi Kneszet vallásos, teljesen megválasztatlan testület volt.
A Kneszet férfitagjait héberül  חֲבֵר הַכְּנֶסֶת ( Haver HaKneszet ) néven ismerik, illetve חַבְרַת הַכְּנֶסֶת ( Haverat HaKneszet ) néven, ha képviselőnőről van szó.

## Szerep az izraeli törvényhozásban
A Kneszet feladata a törvényhozás, a kormány által kezdeményezett törvények jóváhagyása, elutasítása, változtatása. A Kneszet bizottságai révén felügyeli a kormány munkáját. Hatáskörébe tartozik, hogy felfüggessze tagjainak mentelmi jogát, eltávolítsa az elnököt és az államellenőrt hivatalából, feloszlassa magát és új választásokat írjon ki.
A Kneszet de jure parlamenti szuverenitással rendelkezik, és egyszerű többséggel bármilyen törvényt elfogadhat, még azt is, amely ütközhet Izrael alaptörvényeivel, hacsak az alaptörvény nem tartalmaz konkrét feltételeket a módosításához; az 1950-ben elfogadott tervnek megfelelően az alaptörvényeket a Kneszet elfogadhatja és módosíthatja, vagyis Alkotmányozó Gyűlés minőségében járhat el. Magát a Kneszetet az "Alaptörvény: a Kneszet" elnevezésű alaptörvény szabályozza.
A hivatalos alkotmány hiánya mellett, és mivel eddig nem fogadtak el olyan alaptörvényt, amely formálisan a bírósági felülvizsgálati jogkört ruházná fel az igazságszolgáltatásra, az Izraeli Kúria az 1990-es évek eleje óta érvényt szerzett hatáskörének, amikor a Kúria, hogy érvénytelenítse a kneszeti törvények azon rendelkezéseit, amelyeket az alaptörvénnyel ellentétesnek talált.  A Kneszetet egy házelnök és több alelnök vezeti.

## Jelenlegi mandátumok
| Pártok                  | Mandátumok |
| ----------------------- | ---------- |
| Kormánykoalíció:        | 61         |
| Jes Atid                | 17         |
| Kék és Fehér            | 8          |
| Munkáspárt              | 7          |
| Jiszráel Béitenu        | 7          |
| Jamina                  | 6          |
| Új Remény               | 6          |
| Merec                   | 6          |
| Egyesült Arab Lista     | 4          |
| Ellenzék                | 59         |
| Likud                   | 29         |
| Sasz                    | 9          |
| Egyesült Tóra Judaizmus | 7          |
| Vallásos Zionisták      | 7          |
| Közös Lista             | 5          |
| Jamina                  | 1          |
| Összesen                | 120        |

## Fordítás
- Ez a szócikk részben vagy egészben  a   Kneset című angol Wikipédia-szócikk ezen változatának fordításán alapul.  Az eredeti cikk szerkesztőit annak laptörténete sorolja fel. Ez a jelzés csupán a megfogalmazás eredetét és a szerzői jogokat jelzi, nem szolgál a cikkben szereplő információk forrásmegjelöléseként.